# Roca ultramáfica
Las rocas ultramáficas o ultrabásicas son rocas ígneas y meta-ígneas con muy bajo sílice (menor al 45%), generalmente >18% MgO, alto FeO, bajo potasio, y se compone de usualmente más de 90% de minerales básicos (coloreados negruzcos, alto contenido de magnesio y de hierro). El manto terrestre es considerado como compuesto de rocas ultramáficas.

## Rocas intrusivas ultramáficas

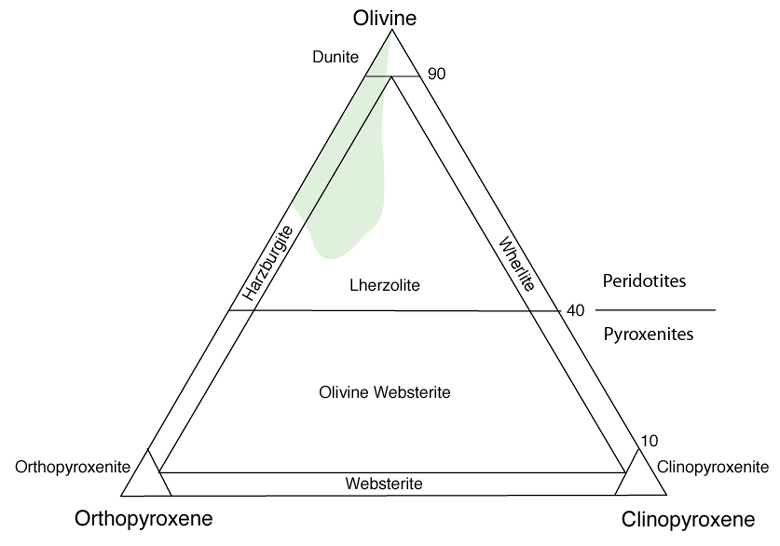
Diagrama de Clasificación IUGS para rocas intrusivas ultramáficas basado en % modales de minerales básicos. El área verde representa peridotitas típicas del manto.

Las rocas intrusivas ultramáficas se ubican frecuentemente en intrusiones ultrabásicas grandes y estratificadas, donde diferenciados tipos de rocas frecuentemente se estratifican. Tales rocas acumuladas no representan la química del magma del cual se cristalizaron. Esas ultramáficas intrusivas incluyen las dunitas, peridotitas y piroxenitas. Otras variedades raras incluyen a la troctolita con un porcentaje mayor de plagioclasa cálcica. Esos grados dentro de anortositas. Tanto gabro como norita se hallan con frecuencia en las partes superiores de las secuencias de ultramáficos en capas. También se halla hornblendita y, más raramente flogopita.

## Rocas volcánicas ultramáficas
Las rocas volcánicas ultramáficas son raras de verlas fuera del Eón Arcaico y están esencialmente restringidas al Neoproterozoico o más temprano, aunque algunas lavas boninitas corrientemente erupcionaron dentro de estratos de arcos (Manus Trough, Nueva Guinea). Las rocas subvolcánicas ultramáficas y los diques persisten más, pero son raras. Muchas de las lavas producidas en la luna Io pueden ser ultramáficas, como lo evidencian sus temperaturas que son más altas que las erupciones básicas terrestres.
Los ejemplos incluyen a komatita y basalto picrítico. Las komatitas pueden ser albergadas en depósitos de menas de níquel.

## Rocas ultrapotásicas ultramáficas
Técnicamente las rocas ultrapotásicas y melilíticas se consideran un grupo separado, basados en criterios modelizados de fusión, pero hay rocas ultrapotásicas y de alto sílice saturado con >18% MgO y puede ser considerado "ultramáfico". 
Las rocas ígneas ultramáficas, ultrapotásicas, como las lamprofiras, lamproitas y kimberlitas se conocen que alcanzan la superficie de la Tierra. Aunque no se han observado en erupciones modernas , se conservan sus análogos preservados 